# دولي خانوان
دولي خانوان هي قرية في مقاطعة سردشت، إيران. عدد سكان هذه القرية هو 253 في سنة 2006.